# 保式機関砲
保式機関砲（ほしききかんほう）は、1902年（明治35年）に日本陸軍が制式化した機関銃である。1904年（明治37年）から1905年（明治38年）にかけて戦われた日露戦争に投入され、勝利に貢献した。また、後継の三八式機関銃の母体となっている。

## 概要
1896年（明治29年）、日本陸軍はフランスのオチキス社の開発したホチキス Mle1897機関銃に興味を示し、試験用に4門を購入することとなった。
1897年（明治30年）に購入されたホチキス式機関砲は口径8mmで、最大射程は1,900mである。構造上の特徴はガス圧利用式の排莢・給弾機構を持ち、銃身の周囲に蛇腹用の放熱筒を設けていることであった。
1898年（明治31年）、砲兵会議議員とオチキス社の技師が立ち会った上で射撃試験が行われた。この試験では薬莢の破断等の射撃不良が著しく、連発が不能なほどだった。これはインド洋など海路を輸送中、温度変化による弾薬変質が原因であると見られた。ホチキス式機関砲は、フランスの試験では数千発を連続射撃してほとんど異常作動を起こさない信頼性があり、当時世界最高との評価があっただけに、この結果に驚いたオチキス社側は原因究明に尽力することを約束した。
日本陸軍は、Mle1897機関銃の口径を6.5mmとするようオチキス社に仕様を出し、5門の試作を発注した。これは三十年式実包を使用できるようにしたものである。
1901年（明治34年）、陸軍はオチキス社から製造権を買い取り、合わせて砲身50門を購入した。以後、日本陸軍はこの機関砲を大量生産し、1902年（明治35年）に保式機関砲として制定した。
オチキス社からは、1897年（明治30年）以降、機関砲を202門購入したとする説がある。

## 呼称
保式機関砲はその口径が6.5mmと小口径であるが機関砲と呼ばれていた。
日本陸軍では1907年（明治40年）6月に、自動火器の内、口径11mm以下を機関銃、口径11mm以上を機関砲と分類し、それ以前は口径の大きさにかかわらず全て機関砲と呼んでいたからである。これは1936年（昭和11年）1月14日に改められ、制定された物ごとに分類を決めるよう変更された。
日本で小口径の自動火器を機関銃と呼ぶようになったのは三八式機関銃の制式化以降である。
また当初は重機関銃という分類も無かった。重機関銃は後に登場する軽機関銃との対比によって生まれた用語だからである（レトロニム）。

## 操砲
保式機関砲は三脚上に乗せられて操砲された。三脚は二本の前脚と一本の後脚から構成され、機関砲手はこの後脚上に設けられたサドル（鞍座）に腰かけて射撃操作を行った。
三脚架付きの保式機関砲は、砲車長1名、砲手3名の班で運用された。砲車長は砲の右側に位置する。一番砲手は三脚架上のサドルに乗り、機関砲を照準、射撃する。二番砲手は砲の左側に位置し、挿弾子の装填を行う。装填・排莢のガス圧に注意し、規制子を操作する。三番砲手は後方に位置し、弾薬箱から弾薬を供給する。
機関砲を移動するには砲手2人で移動させた。三脚の前脚を2番砲手が背負い、後脚を一番砲手が持つ。砲車長の号令に合わせて機関砲を移動させた。三脚は折り畳むことができた。一箱十数㎏ある弾薬は、三番砲手が持ち運んだ。弾薬箱内には弾薬紙箱14個、420発分が入れられていた。紙箱には実包30発を入れた挿弾子がおさめられており、全重は890gである。
単発射撃には砲車長が射程と目標を指示し、「並ニ打カカレ」と号令した。連続射撃には砲車長が射程と目標を指示し、「急キ打カカレ」と号令した。密集部隊、大目標に対して薙射する場合、「左右ニナゲ」と指示した。二番砲手は、機関砲がクリップの3分の2程度を撃ち終えたときに次のクリップを用意し、撃ち終えると直ちに装填した。保弾板の回収は時間のあるときに三番砲手が行った。
保式機関砲は作動にガス圧を用いる。このガス圧を調整する規制子（レギュレーター）が作られていた。ガス圧が過小で排莢不十分、または排莢されないときには規制子を締め、ガス圧の反動が過大で銃が安定しない場合、肩に反動を感じる場合には規制子を緩めて調整した。
保式機関砲は単発時に連射されることがあった。これは射手の熟練の問題ではなく、逆鉤が引き金にかからない異常が原因である。これは復座バネの異常か、ガス規制子の調整が不適なため、ガスピストンの後退不十分なためであった。ガスピストンやボルトの各部に錆、塗油の乾燥物、薬莢の削り屑、燃焼物の残滓などが付着してもこの現象が起こった。ほかに引き金、逆鉤の磨滅や異常なども原因となった。これらの処置として、引き金を前方へ押し戻すか、コッキングレバーを保持してガスピストンの運動を阻止する必要があった。
雷管不発時にはコッキングレバーを引き、ボルトを後方へ引いて不発弾を抜弾した。実包が薬室孔と正対せず、弾頭が薬室ブロックに衝突し装填不完全となることがあった。これは保弾板の変形などが原因となった。ほかに、保弾板が変形し、装填架に入らないことがあった。装弾歯輪とボルトとの摩擦にも原因があった。射撃時、実包の雷管が後方へ抜けだしたときには、異音とともに後方へ火煙が吹き出た。これが続発するときは撃茎が長すぎるか短すぎ、または撃針の変形が考えられた。
点検整備にあたり、機関砲の分解は必要な部分のみにとどめられた。分解・結合法に示されている項目以外の部品の分解は禁止された。金属部分に錆を生じた場合、石油を注いで浸透するのを待ち、油を含ませた布で軽く摩擦し、さらに乾いた布で除去した。油が消えるまで強くこすることは禁止された。白色部分は柔らかい木片、剛毛のハケを使用できた。錆を除去するため、磨き砂、摩研紙、粘土、砂礫などを用いることは厳禁された。
点検用の油脂には以下のものを用いた。
- 石油、拭浄用
- 機械油　防錆用
- 鯨油　革具用
- 鉱脂　摩擦部分の防擦用・防錆用
- 硬防擦脂　車軸用[4]

## 保弾板の再使用
使用済みの保弾板を再使用する際には、修正器で形状を修正する必要があった。挿弾子修正器（保弾板匡正器）は、保弾板のツメと端末の変形を修正する機械である。保弾板は7～8回の使用に耐えた。

## 配備

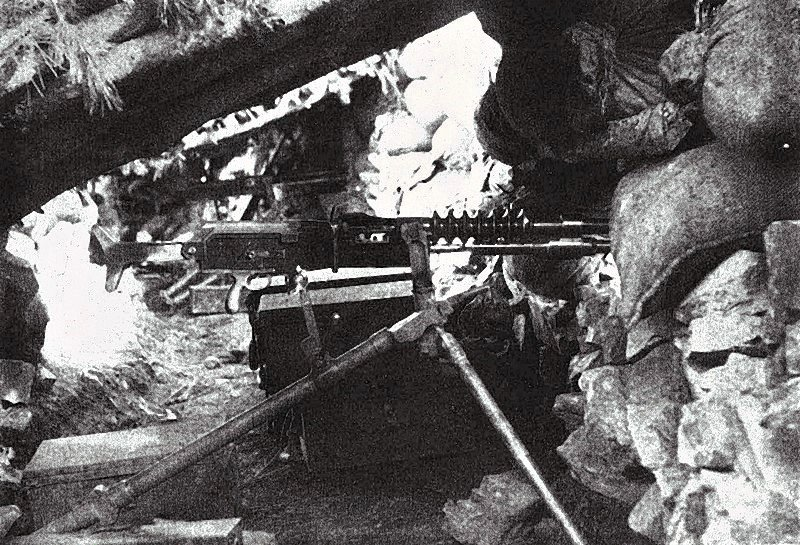
堡塁内に配置された保式機関砲（1904年7月25日撮影）

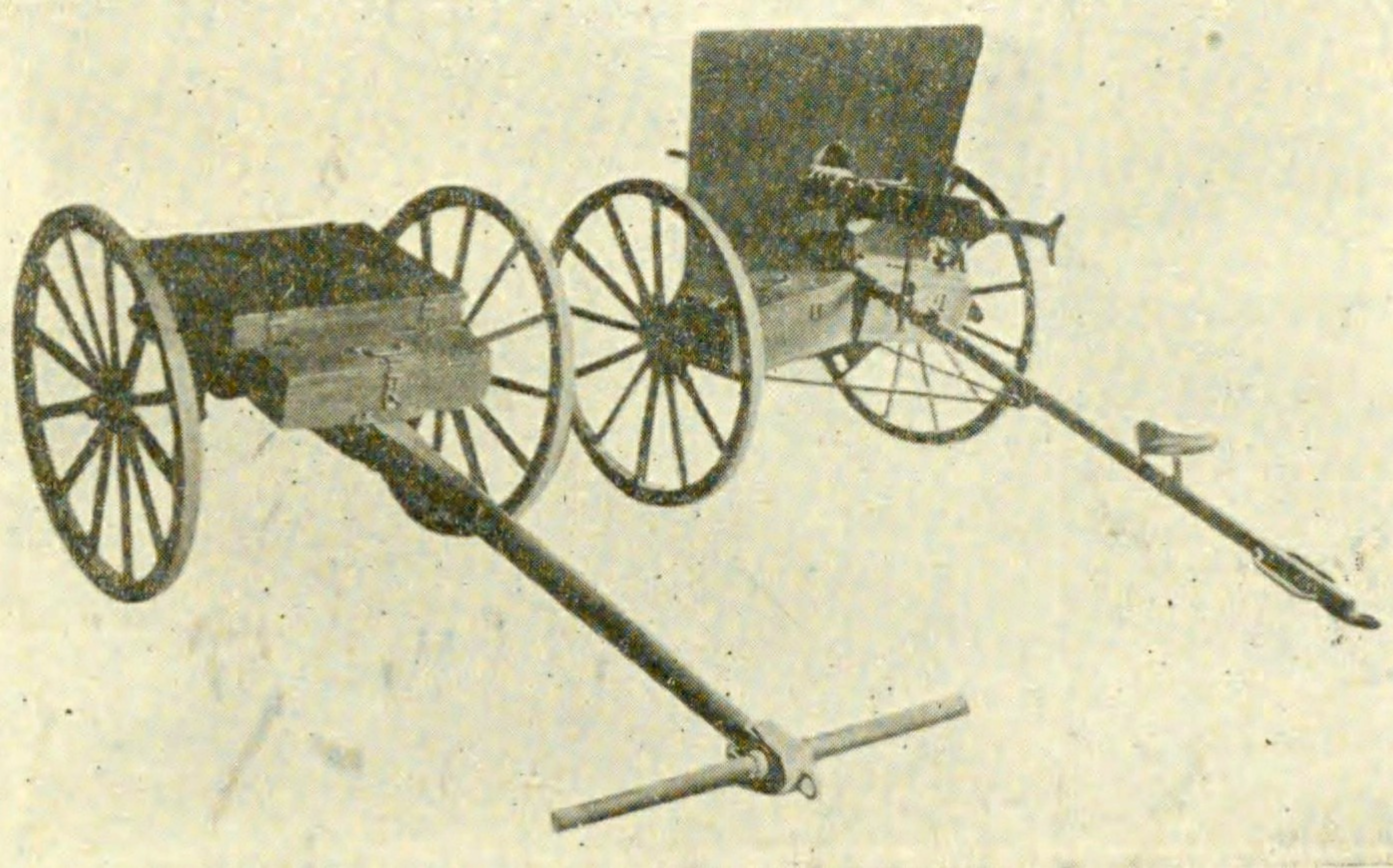
装輪式保式機関砲

1899年（明治32年）当時、職工初め量産体制が整備されていなかったが、本体の製造を急ぎ、工具類の製造は後として生産体制を構築した。量産は1903年（明治36年）からである。相当数が日露戦争に投入された。
1904年（明治37年）8月27日、参謀総長山縣有朋は、寺内正毅陸軍大臣に対し、第三軍へ、装輪式保式機関砲60門、保弾板匡正器60個、実包900,000発、うち270,000発を保弾板に装着して支給するよう要請した。1門あたりの弾薬は15,000発である。うち40門が送付された。 
1904年（明治37年）10月、陸軍兵器本廠に対し、第一軍へ保式機関砲6門、実包90,000発、うち9,000発は保弾板付きで急送するよう命令がなされた。また保弾板匡正器3が送られた。
1904年（明治37年）11月4日には、満州軍総司令部に対し、装輪式保式機関砲48門、三脚架式保式機関砲42門、実包1350,000発（うち427,000発に保弾板付き）が送られた。また保弾板匡正器45個が送られた。これらの機関砲は適宜各軍へ割り振られる方針とされた。11月16日、三脚架付き機関砲は第三軍に30門、第二軍に12門が割り振られた。
1905年（明治38年）2月2日、後備第二師団に対し、三脚架式保式機関砲12門、実包180,000発、保弾板2,400個、保弾板匡正器12個が兵器本廠から支給された。
1905年（明治38年）3月5日、保式三脚架機関砲50門、保弾板15,000個、保弾板匡正器50個、実包750,000発、携帯工具9組が満州軍総司令部へ送られた。うち30門は第三軍へ、20門は遼東守備軍へ貸与された。
1905年（明治38年）4月、兵器本廠から、装輪式保式機関砲14門、実包280,000発、保弾板2,800個、保弾板匡正器7個が澎湖島要塞司令部へ送られた。
1905年（明治38年）6月、東京砲兵工廠に保式機関砲三脚架28門分を製作するよう指示があった。また兵器本廠は、三脚架式保式機関砲13門、実包62,400発、保弾板2,080個、保弾板匡正器4個、携帯工具2組を大連支部へ送るよう指示された。。